# Zygaenosia flavoplagiata
Zygaenosia flavoplagiata là một loài bướm đêm thuộc phân họ Arctiinae, họ Erebidae.